# USCCO Compiègne
Die Union Sportive Compiègne Club Oise Football Féminin, meist kurz USCCO Compiègne genannt, ist ein Frauenfußballverein aus Compiègne, dem Präfektursitz des französischen Départements Oise.

## Geschichte
Gegründet wurde die Frauenfußballabteilung der Entente Margny-lès-Compiègne Chevrières, eines Vereins aus den unmittelbar an Compiègne angrenzenden Gemeinden Margny-lès-Compiègne und Chevrières, im Laufe der Spielzeit 1987/88. Nach einem Jahr erfolgte eine Umbenennung des Klubs in Union Sportive Chevrières Margny-lès-Compiègne. Von 1995 machte sich die Frauenabteilung unter dem Namen Union Sportive Compiègne Chevrières Oise (USCCO) selbständig; seit 2000 trägt dieser Klub seinen auch gegenwärtig noch gültigen Namen.
Die Vereinsfarben sind Blau und Gelb. Das Ligateam der USCCO trägt seine Heimspiele im Stade de Mercières aus.

## Ligazugehörigkeit und Erfolge
Seit 1994 traten die Fußballerinnen des Klubs durchgehend in der Nordgruppe des Championnat National 1B, der zweiten französischen Frauenliga, an. Zur Saison 2003/04 gelang ihnen zum ersten Mal der Aufstieg in die höchste Spielklasse Frankreichs. Nur zwölf Monate darauf war die USCCO wieder zweitklassig, schaffte 2005 aber die sofortige Rückkehr in die erste Division, der sie bis 2007 angehörten. Bis einschließlich der Spielzeit 2013/14 gehört Compiègne wieder der zweiten Liga an; 2013 verpasste die USCCO als Gruppenzweite einen erneuten Aufstieg nur knapp.
Im erst 2001 eingeführten Wettbewerb um den Landespokal qualifizierte sich die USCCO seit 2005 alljährlich für die Hauptrunde, erreichte dabei 2007 und 2012 sogar jeweils die Runde der letzten acht Frauschaften, das Viertelfinale. In der Spielzeit 2003/04 feierten sie den bislang größten Erfolg der Vereinsgeschichte, als das Team nacheinander den FCF Condéen, ESOF La Roche, Paris Saint-Germain und Racing Besançon ausschaltete – wofür es gegen die drei letztgenannten Kontrahentinnen allerdings jeweils das Elfmeterschießen benötigte –, und das Pokalendspiel erreichte. Darin trafen die Frauen aus der Picardie auf die Titelverteidigerinnen des FC Lyon, denen sie sich nach 90 Spielminuten mit 0:2 geschlagen geben mussten.

## Bekannte Spielerinnen
- Khadija Benhaddou, marokkanische Nationalspielerin
- Claire Morel, spätere französische Nationalspielerin
- Chardente Ndoulou
- Gaëtane Thiney